# Klintamossens naturreservat
Klintamossens naturreservat är ett naturreservat i Falkenbergs kommun i Hallands län.
Området är naturskyddat sedan 2020 och är 217 hektar stort. Reservatet ligger söder om Gällared och består av öppna mossar och barrskogar